# Charlie Hodgson
Charles Christopher Hodgson (* 12. November 1980 in Halifax) ist ein ehemaliger englischer Rugby-Union-Spieler, der auf der Position des Verbindungshalbs eingesetzt wurde. Er war für die Englische Rugby-Union-Nationalmannschaft und den Verein Saracens aktiv.
Hodgson wuchs in Halifax auf, ging in Bradford zur Schule und studierte in Durham. Seine Rugbykarriere begann beim Verein Old Brodleians, später spielte er für die Universitätsmannschaft Durhams und der Region Yorkshire. Für die Sale Sharks lief er erstmals 2000 auf als sein Team auf die französische Mannschaft aus Auch traf. 2001 folgte sein erster Einsatz für die englische Nationalmannschaft, in dem er 44 Punkte gegen Rumänien erzielte und damit den Rekord für die meisten Punkte in einem Spiel der Engländer aufstellte. Die Partie wurde mit 134:0 gewonnen.
Bei den Six Nations 2003 wurde er auf der Position des Innendreiviertels eingesetzt. Während dieses Turniers zog er sich einen Kreuzbandriss zu und fiel so zur Weltmeisterschaft 2003 aus. Erst im Sommer 2004 konnte Hodgson wieder für die englische Nationalmannschaft auflaufen, diesmal wurde er als Verbindungshalb eingesetzt.
Auf dieser Position konnte er sich jedoch nicht durchsetzen, da vor allem das bessere Kickspiel von Jonny Wilkinson dazu führte, dass dieser ihm vorgezogen wurde. 2005 war das letzte Jahr in dem Hodgson konstant Mitglied des Nationalmannschaftskaders war. Im selben Jahr wurde er für die Neuseeland-Tour der British and Irish Lions nominiert.
Nach einem weiteren Kreuzbandriss fiel Hodgson erneut für lange Zeit aus. Erst 2008 gelang ihm die Rückkehr, als er für den Kader der Engländer für die Six Nations ernannt wurde. 2009 war er der Topscorer der Premiership Rugby mit 1.492 Punkten. Mit den 20 Zählern, die er in der Partie gegen die Newcastle Falcons erzielte, überholte er Jonny Wilkinson in dieser Statistik.
Nach zwei Jahren Abwesenheit von der Nationalmannschaft wurde Hodgson im Mai 2010 für die englische Nationalmannschaft ausgewählt.
Im Juni 2012 gab Hodgson seinen Rücktritt vom internationalen Rugby bekannt.